# Pierre Alfred Déséglise
Pierre Alfred Déséglise est un botaniste français né à Bourges le 28 octobre 1823, mort à Genève le 13 décembre 1883.

## Biographie
Jusqu'à l'âge de 42 ans, Déséglise vit de ses rentes dans la propriété familiale située près de Graire, sur la commune de Berry-Bouy. Il entretient des relations scientifiques suivies avec Alexandre Boreau (1803-1875) ou encore Hippolyte François Jaubert (1798-1874). En 1862, sa réputation de botaniste est suffisamment établie pour que lui soit proposée la participation à une commission scientifique devant suivre l'expédition du Mexique, proposition qu'il repousse.
En 1865, ruiné par ses parents contre lesquels il est en procès, il est contraint de venir s'installer à Mehun-sur-Yèvre puis, au début de 1867, à Paris où il recherche du travail.
Le 21 février 1867, il épouse à Paris, mairie du 9e arrondissement, Mlle Amélie Marie Caroline Hummerich, rencontrée fin juillet 1866 chez Hippolyte François Jaubert. Celle-ci était la garde malade de Mr Charles Texier, convalescent après une attaque et qui passait plusieurs semaines chez son ami le comte Jaubert au domaine de Givry (commune de Cours-les-Barres).
La guerre franco-prussienne de 1870 se déclenche au moment même où il effectue un voyage dans l'est de la France et en Allemagne. Les troubles de la guerre et de la Commune, auxquels viennent s'ajouter ses ennuis financiers, le conduisent à se fixer à Genève à partir de septembre 1871. De 1874 à 1876, il occupe un poste d'assistant au conservatoire botanique de Genève.
Le botaniste suisse John Isaac Briquet (1870-1931) porte sur lui un jugement sévère :

« Déséglise était devenu un "jordanien" intransigeant avec la circonstance aggravante d'une absence fâcheuse de sens critique et d'une préparation scientifique insuffisante. Ses travaux ont eu surtout pour objet la "pulvérisation" des genres Rosa, Mentha et Thymus. »

À sa mort, ses herbiers ont été vendus et dispersés. Ils sont aujourd'hui conservés dans différentes institutions britanniques au Muséum d'histoire naturelle de Londres, au National Museum of Wales de Cardiff et dans les musées de Bolton, de Leeds et de Nottingham.